# Loctudy
Loctudy (en bretó Loktudi) és un municipi francès, situat a la regió de Bretanya, al departament de Finisterre. L'any 2007 tenia 4.101 habitants. Limita amb els municipis de Pont-l'Abbé (Pont-'n-Abad) i Plobannalec-Lesconil (Pornaleg Leskon).

## Demografia
| 1962                                       | 1968  | 1975  | 1982  | 1990  | 1999  |  |
| ------------------------------------------ | ----- | ----- | ----- | ----- | ----- |  |
| 3.238                                      | 3.410 | 3.544 | 3.560 | 3.622 | 3.659 |  |
| Des de 1962: població sense dobles comptes |       |       |       |       |       |  |

## Administració
| Període   | Identitat                    | Partit        |
| --------- | ---------------------------- | ------------- |
| 1935-1950 | Charles Jehan de Penfentenyo | Divers droite |
| 1950-1983 | Sébastien Guiziou            | Divers droite |
| 1983-1995 | Joël Andro                   | Divers droite |
| 1995-2001 | Gustave Jourdren             | Divers droite |
| 2001-     | Joël Piété                   | Divers droite |

## Agermanaments
- Ribadeo (Galícia)